# Крајешти (Муреш)
Крајешти (рум. Crăieşti) насеље је у Румунији у округу Муреш. Oпштина се налази на надморској висини од 318 m.

## Становништво
Према подацима из 2002. године у насељу је живело 1210 становника.

### Попис2002.
| Расподела становништва по националности 2002.‍ | Расподела становништва по националности 2002.‍ | Расподела становништва по националности 2002.‍ | Расподела становништва по националности 2002.‍ | Расподела становништва по националности 2002.‍ |
| --------------------------------------------- | --------------------------------------------- | --------------------------------------------- | --------------------------------------------- | --------------------------------------------- |
|                                               |                                               |                                               |                                               |                                               |
| Румуни                                        | Румуни                                        |                                               | 376                                           | 31,1%                                         |
| Мађари                                        | Мађари                                        |                                               | 782                                           | 64,6%                                         |
| Роми                                          | Роми                                          |                                               | 52                                            | 4,3%                                          |